# Округ Линколн (Невада)
Округ Линколн (енгл. Lincoln County) је округ у америчкој савезној држави Невада.

## Демографија
По попису из 2010. године број становника је 5.345, што је 1.18 (28,3%) становника више него 2000. године.
| Група             | 2000.         | 2010.         |
| Белци             | 3.709 (89,1%) | 4.698 (87,9%) |
| Афроамериканци    | 74 (1,8%)     | 121 (2,3%)    |
| Азијати           | 14 (0,3%)     | 40 (0,7%)     |
| Хиспаноамериканци | 221 (5,3%)    | 332 (6,2%)    |
| Укупно            | 4.165         | 5.345         |